# Elektra (opera)
Elektra (op. 58) – tragedia muzyczna w jednym akcie z muzyką Richarda Straussa i librettem autorstwa Hugo von Hofmannsthala według tragedii Sofoklesa. Prapremiera miała miejsce w Dreźnie 25 stycznia 1909 roku, premiera polska w Teatrze Wielkim w Warszawie w roku 1971.

## Osoby
- Chryzotemis – sopran
- Elektra – sopran
- Egistos – tenor
- Klitemnestra – mezzosopran
- Młody służący – tenor
- Niosąca tren – sopran
- Opiekun Orestesa – bas
- Orestes – baryton
- Powiernica – sopran
- pięć dziewcząt – dwa soprany, dwa mezzosoprany, alt
- Stary sługa – bas
- Szafarka – sopran

## Treść
Akcja rozgrywa się kilka lat po zakończeniu wojny trojańskiej, w Mykenach. Po powrocie z wojny Agamemnon zostaje zamordowany przez swoją żonę Klitemnestrę i jej kochanka Egistosa, po czym ta para obejmuje rządy w Mykenach. Córki Agamemnona i mężobójczyni, Elektra i Chryzotemis, zostają zapędzone do niewolniczej pracy, zaś syn Orestes przed niechybną śmiercią z polecenia matki zostaje uratowany przez wiernego sługę (Opiekun Orestesa). Są to wydarzenia poprzedzające akcję rozgrywającą się na scenie.

Od tej chwili Elektra żyje wyłącznie myślą o zemście i oczekiwaniem na powrót brata, jest nimi wręcz opętana.
Żywi głęboką nienawiść do matki, a także gardzi całym jej mykeńskim dworem, oraz dworskim życiem, sama żyjąc jak pustelniczka. Tymczasem Klitemnestrą, która wraz z Egistosem przejęła rządy nad Mykenami, zaczynają targać wyrzuty sumienia. Zwraca się ona do Elektry z pytaniem, jak przebłagać bogów, na co córka odpowiada, że jedynie ofiara złożona przez Orestesa z krwi Klitemnestry jest w stanie cofnąć klątwę nad rodem Atrydów. Jednak Powiernica przynosi wiadomość o śmierci syna tyranki.
Wobec tej niespodziewanej wieści Elektra najpierw namawia siostrę do morderstwa, potem sama postanawia dopełnić zemsty. Jednak, gdy wykopuje z ziemi ukryty przez siebie topór, którym zabito Agamemnona, pojawia się Orestes. Okazuje się, że on sam rozpuścił plotki o swojej śmierci, aby bezpiecznie dostać się w pobliże zamku. Wkrótce zemsta zostaje dopełniona, jednak nie daje to ukojenia Elektrze, która umiera w ekstatycznym tańcu.

## Charakterystyka
Opera rozwija pomysły Richarda Wagnera w zakresie obsady (ogromny zespół orkiestrowy, w którym wyróżniono m.in. trzy zespoły smyczkowe; sekcja dęta składająca się z 40 muzyków), motywów przewodnich (motyw śmierci, zabitego Agamemnona, zemsty, wizji itd.).
Dzieło cechuje również szereg elementów charakterystycznych dla kierunku ekspresjonistycznego w muzyce:
- Ujawnianie wybujałych przeżyć wewnętrznych
- Zainteresowanie przeżyciami patologicznymi
- Pesymistyczny wydźwięk
- Stopniowy zanik centrum tonalnego - odważne wykraczanie w dziele poza ramy systemu dur-moll
- Nieustanne napięcie dramatyczne oraz harmoniczne
- Fragmenty deklamacyjne